# ラリー・ボールデン
ラリー・ボールデン（Larry Bolden、1966年12月24日 -2025年1月28日 ）は歌手で作曲家、編曲家、音楽プロデューサー。

## バイオグラフィ
ラリー・ボールデンは、カリフォルニアの音楽一家に生まれ兄弟も多く音楽業界で活躍をしている。
彼の大叔父のひとりパーシー・メイフィールドは あの偉大な音楽界のレジェンド、レイ・チャールズの大ヒット曲のひとつである旅立てジャックを作曲するなど 数々の楽曲を生み出している。 
また、ラリーの兄弟のひとりBarrington Hendersonは、数々のプラチナヒットを飛ばし続けたR&B FUNKグループ レイクサイドのリードシンガーをつとめ、その後グラミー賞等を総なめにしたソウルグループテンプテーションズのリードシンガーとしても 活躍。2018年からは スタイリスティックスに加入している。
ラリー自身もソーラー・レコード（SOLAR Records）所属のグループ レガシーでリードボーカルを務めた後に、レイクサイド(LAKESIDE)のメインボーカルのひとりに抜擢され、レコーディング、世界ツアーに参加。
近年はマイケル・ジャクソンの実兄で ジャクソンズのメンバーでもあるティト・ジャクソンのライブ活動に参加。ティトの２枚目のソロアルバム Under Your Spell で 数曲バックボーカルを録音している。シングルカットされた曲 Love One Another のプロモーションビデオにもラリーの映像が出てくる。
現在は拠点をロサンゼルスと日本に置いて音楽活動をしている。